# Artabanus I của Parthia
Artabanus I của Parthia  là vua của đế chế Parthia từ năm 128 TCN tới năm 124 TCN. Ông đã thừa kế từ người cháu của mình Phraates II và cũng giống như người tiền nhiệm của mình, ông mất trong một trận đánh chống lại người Tochari - một tên khác của những người Nguyệt Chi trong lịch sử Trung Quốc. Những người đã đi từ vùng Cam Túc ở phía tây bắc Trung Quốc, qua sông Ili và vùng Issyk Kul, sau đó vượt qua Đại Uyên (Ferghana) tiến vào Daxia hoặc Bactria (Đại Hạ), và dường như cũng đã xâm chiếm vùng lãnh thổ phía đông của Iran:
Bello Tochariis inlato, in bracchio vulneratus statim decedit.
Trong khi chiến đấu chống lại người Tokharians, ông đã bị thương ở cánh tay và mất ngay sau đó. (Justin, Epitomes, XLII, 2,2)
Ông có lẽ là Artabanus được đề cập trong Trogus, Prologi, xli, 5.